# Élection sénatoriale partielle de 2015 dans le Gers
Une élection sénatoriale partielle a lieu dans le Gers le dimanche 6 septembre 2015. Elle a pour but d'élire l'un des deux sénateurs représentant le département au Sénat à la suite de la démission d'office de Aymeri de Montesquiou et de sa déclaration d'inégilibilté d'un an par le Conseil constitutionnel le 11 juin 2015.

## Contexte départemental
Les élections sénatoriales de 2014 dans le Gers avaient vu l'élection de Franck Montaugé et Aymeri de Montesquiou à l'issue du second tour.

## Collège électoral
Pour cette élection sénatoriale partielle, le nombre des grands électeurs est de 780. Il était de 778 au scrutin de septembre 2014. En effet, le nombre des conseillers départementaux est passé de 31 à 34 et un seul sénateur est en fonction.
| Délégués des communes                                                                         |                            |                            |                            |          |                     |
|                                                                                               | Conseillers municipaux     | Délégués / commune         | Communes concernées        | Délégués | % collège électoral |
| Délégués des communes de moins de 9 000 habitants                                             |                            |                            |                            |          |                     |
| - communes de < 100 habitants                                                                 | 7                          | 1                          | 94                         | 94       | 12,05%              |
| - communes de < 500 habitants                                                                 | 11                         | 1                          | 301                        | 301      | 38,59%              |
| - communes de < 1500 habitants                                                                | 15                         | 3                          | 50                         | 150      | 19,23%              |
| - communes de < 2 500 habitants                                                               | 19                         | 5                          | 8                          | 40       | 5,13%               |
| - communes de < 3 500 habitants                                                               | 23                         | 7                          | 1                          | 7        | 0,90%               |
| - communes de < 5 000 habitants                                                               | 27                         | 15                         | 3                          | 45       | 5,77%               |
| - communes de < 9 000 habitants                                                               | 29                         | 15                         | 3                          | 45       | 5,77%               |
| Délégués des communes de 9 000 à 29 999 habitants                                             |                            |                            |                            |          |                     |
| - communes de < 10 000 habitants                                                              | 29                         | 29                         | 0                          | 0        | 0,00%               |
| - communes de < 20 000 habitants                                                              | 33                         | 33                         | 0                          | 0        | 0,00%               |
| - communes de < 30 000 habitants                                                              | 35                         | 35                         | 1                          | 35       | 4,49%               |
| Délégués des communes bénéficiant des dispositions particulières pour les communes fusionnées |                            |                            |                            |          |                     |
| Seissan, Vic-Fezensac                                                                         |                            |                            | 2                          | 20       | 2,56%               |
| Délégués des communes                                                                         | Délégués des communes      | Délégués des communes      | Délégués des communes      | 737      | 94,49%              |
| Conseillers départementaux                                                                    | Conseillers départementaux | Conseillers départementaux | Conseillers départementaux | 34       | 4,36%               |
| Conseillers régionaux                                                                         | Conseillers régionaux      | Conseillers régionaux      | Conseillers régionaux      | 6        | 0,77%               |
| Députés                                                                                       | Députés                    | Députés                    | Députés                    | 2        | 0,26%               |
| Sénateurs                                                                                     | Sénateurs                  | Sénateurs                  | Sénateurs                  | 1        | 0,13%               |
| Total                                                                                         | Total                      | Total                      | Total                      | 780      | 100,00%             |

## Les candidats et leurs suppléants
Liste des candidats et de leurs remplaçants enregistrés pour le premier tour de l'élection :
| T/S | Candidats | Candidats                 | Parti | Principale fonction                 |
| --- | --------- | ------------------------- | ----- | ----------------------------------- |
| T   |           | Maryse Dellac             | PCF   |                                     |
| S   |           | Bruno Gabriel             | PCF   |                                     |
| T   |           | Raymond Vall              | PRG   | Maire de Fleurance, ancien sénateur |
| S   |           | Thérèse Bourgès           | PRG   |                                     |
| T   |           | Karine Mouton             | UDI   |                                     |
| S   |           | Christophe Terrain        | UDI   |                                     |
| T   |           | Alain Duffourg            | UDI,  | Maire de Tourrenquets               |
| S   |           | Valérie Manissol          | DVD   |                                     |
| T   |           | Romain Duport             | DVD   | Adjoint au maire de Plaisance       |
| S   |           | Sarah Despeaux            | DVD   |                                     |
| T   |           | Raymond Giani             | DVD   |                                     |
| S   |           | Valérie Duque Diaz        | DVD   |                                     |
| T   |           | Robert Frairet            | DVD   |                                     |
| S   |           | Marie-Martine Dalla-Barba | CNIP  | Conseillère départementale          |
| T   |           | Bruno Diénot              | DLF   |                                     |
| S   |           | Patricia Daubas           | DLF   |                                     |
| T   |           | Jean-Luc Yelma            | FN    |                                     |
| S   |           | Jacqueline Cornon         | FN    |                                     |

## Résultat du scrutin
| Candidats                | Candidats                | Parti                    | Nuance                   | Premier tour | Premier tour | Second tour | Second tour |
| Candidats                | Candidats                | Parti                    | Nuance                   | Voix         | %            | Voix        | %           |
| ------------------------ | ------------------------ | ------------------------ | ------------------------ | ------------ | ------------ | ----------- | ----------- |
|                          | Raymond Vall             | PRG                      | PRG                      | 256          | 34,45        | 366         | 49,46       |
|                          | Alain Duffourg           | UDI                      | DVD                      | 205          | 27,59        | 342         | 46,22       |
|                          | Karine Mouton            | UDI                      | UDI                      | 125          | 16,82        | Retrait     | Retrait     |
|                          | Maryse Dellac            | PCF                      | COM                      | 53           | 7,13         | Retrait     | Retrait     |
|                          | Robert Frairet           | SE                       | DVD                      | 45           | 6,06         | Retrait     | Retrait     |
|                          | Romain Duport            | SE                       | DIV                      | 43           | 5,79         | 25          | 3,38        |
|                          | Raymond Giani            | SE                       | DVD                      | 7            | 0,94         | Retrait     | Retrait     |
|                          | Jean-Luc Yelma           | FN                       | FN                       | 6            | 0,81         | 7           | 0,95        |
|                          | Bruno Diénot             | DLF                      | DLF                      | 3            | 0,40         | Retrait     | Retrait     |
|                          |                          |                          |                          |              |              |             |             |
| Suffrages exprimés       | Suffrages exprimés       | Suffrages exprimés       | Suffrages exprimés       | 743          | 96,62        | 740         | 95,48       |
| Votes blancs             | Votes blancs             | Votes blancs             | Votes blancs             | 16           | 2,08         | 25          | 3,23        |
| Votes nuls               | Votes nuls               | Votes nuls               | Votes nuls               | 10           | 1,30         | 10          | 1,29        |
| Total                    | Total                    | Total                    | Total                    | 769          | 100          | 775         | 100         |
| Abstention               | Abstention               | Abstention               | Abstention               | 11           | 1,41         | 5           | 0,64        |
| Inscrits / participation | Inscrits / participation | Inscrits / participation | Inscrits / participation | 780          | 98,59        | 780         | 99,36       |